# Pavel Beneš (romanista)
Pavel Beneš (11. června 1907 Lanžhot – 30. dubna 1985 Brno) byl český romanista, profesor Masarykovy univerzity v Brně a propagátor rumunského jazyka a kultury v Československu.

## Život
Narodil se v roce 1907 v Lanžhotě. Vystudoval latinu a francouzštinu na Masarykově univerzitě v Brně, osmnáct let vyučoval na moravských a slovenských středních školách (Lučenec, Košice, Znojmo a Brno). Specializoval se na románskou filologii a působil jako univerzitní profesor na Masarykově univerzitě v Brně. Brzy se začal zajímat o rumunský jazyk, prováděl lingvistický výzkum v této oblasti a dvacet let pracoval na českém překladu knihy Iona Creangă Amintiri din copilărie.
V roce 1939 se dostal do gramatického sporu s profesorem Jiřím Stacou poté, co v časopise Časopis pro moderní filologii (roč. XXV, č. 2/1939, s. 220) zkritizoval Stacovu česko-rumunskou konverzační příručku Čech mezi Rumuny (rumunsky) („Cehul printre români”, 1938) kvůli výskytu mluvnických chyb: tvrzení o existenci infinitivního slovesného způsobu a středního rodu podstatných jmen v rumunštině, nesprávné vyznačení přízvuku ve více než 100 slovech, chybné psaní některých slov obsahujících diakritická znaménka, nejméně 30 chyb v českém překladu, výskyt neopravených překlepů (včetně chybného uvedení autorova jména na obálce knihy: „Stacca“ místo „Staca“) a pravopisných chyb, používání velkých písmen při psaní některých výrazů atd., což vedlo k doporučení, aby byla kniha stažena z trhu a znovu vydána jiným nakladatelem. Na Benešovu kritiku reagoval Staca v následujícím čísle téhož časopisu (roč. XXV, č. 3-4/1939, s. 396-398), v němž s odkazem na práce italských (Romeo Lovera, Carlo Tagliavini) a rumunských (Ion Aurel Candrea, Gheorghe Adamescu aj.) lingvistů tvrdil, že rumunština má dokonce tři infinitivní tvary (dva přítomné a jeden minulý). Tvrdil, že v češtině neexistuje střední rod, nýbrž mužský a ženský dvojčlen, a zdůvodnil jeho zápis, vysvětlil výslovnost samohlásek ă, â a î. Nakonec uvedl, že Beneš byl špatně informován o výslovnosti slova „silnice“ (rumunsky șosea) a že si neuvědomuje, u kterého z dalších 100 slov by přízvuk vyznačil chybně. Staca dále tvrdil, že slova, která chybně přeložil do češtiny, správně vyjadřují význam slov, přičemž uznal, že některá slova mohl přeložit chybně, ale že se může jednat o velmi malý počet. Chyby v psaní odůvodnil použitím psacího stroje, který nebyl přizpůsoben rumunské abecedě, a chybami vzniklými při korekturách. Profesor Staca uvedl, že odvedl průkopnickou práci, aniž by mohl použít starší česky psanou práci nebo dokonce česko-rumunský slovník, a hlavní výtky doktora Beneše odmítl jako „neopodstatněné“. Beneš následně své tvrzení o neexistenci infinitivu v rumunštině přeformuloval a uvedl, že ze syntaktického hlediska infinitiv „téměř neexistuje“. Do tohoto lingvistického sporu později zasáhl profesor Maxmilián Křepinský, jenž ve svém článku „Příspěvek k dějinám infinitivních vazeb v rumunštině“ („Contribuție la istoria formelor infinitivale din limba română”), publikovaném v roce 1941 na stránkách výše zmíněného časopisu (roč. XXVII, 1941, s. 60-70), přesvědčivě argumentoval, že infinitiv existuje v rumunštině jako živý tvar a v menší míře také v makedonsko-rumunském nářečí.
Vedl také nepovinné kurzy rumunštiny na Masarykově univerzitě v Brně a publikoval několik studií o některých aspektech rumunského jazyka (o výskytu některých slov slovanského původu, o latinsko-slovanském křížení při tvoření rumunského infinitivu nebo o podobě negačních předpon). Dále pořádal vysokoškolský kurz rumunské fonetiky s názvem Nástin fonetiky jazyka rumunského (1958).
Zemřel 30. dubna 1985 v Brně.

## Publikační činnost
Přeložil do češtiny tři rumunská literární díla: román La borna 203 (1953) od Alexandru Jara, autobiografickou knihu Amintiri din copilărie (1958) od Iona Creangă a rumunskou folklorní knihu Legende sau basmele românilor (1975) od Petre Ispirescu.

## Díla (výběr)

### Knihy
- Nástin fonetiky jazyka rumunského. Určeno pro posluchače fakulty fil. a filologické („O schiță de fonetică a limbii române. Destinat studenților Facultății de Filosofie și Filologie”), Státní pedagogické nakladatelství (SPN), Praha, 1958, 62 s.
- Latina pro posluchače romanistiky. Určeno pro posl. filosof. fak. Univ. J.E. Purkyně v Brně a pro posl. filosof. fak. Univ. P.J. Š[afárika] v Prešově („Latina pentru studenții de romanistică. Destinat studenților Facultății de Filosofie a Univ. J.E. Purkyně din Brno și studenților Facultății de Filosofie a Univ. P.J. Šafárik din Prešov”), 1. vydání, SPN, Praha, 1963, 172 s. (2. vydání, SPN, Praha, 1976, 165 s.) – ve spolupráci s Karlem Ohnesorgem
- Phrases agents à indéterminés dans le Nouveau Testament. Leurs versions latines et romanes („Fraze de agent nedeterminate în Noul Testament. Versiunile lor latine și romane”), Univerzita Jana Evangelisty Purkyně, Filozofická fakulta, Brno, 1971
- Základy rýnské rétorománštiny (Výslovnost, čítanka, slovník, mluvnice, cvičení, překlad, přísloví): Určeno pro posl. fak. filosof. („Bazele retoromanei renane (pronunție, carte de lectură, dicționar, vocabular, exerciții, traducere, proverbe): Destinat studenților Facultății de Filosofie”), Univerzita Jana Evangelisty Purkyně, Brno, 1975

### Studie a články
- „K významu a etymologii rumunského slovesa a se oțărî” („Despre sensul și etimologia verbului românesc a se oțărî”), Sborník prací Filozofické Fakulty brněnské univerzity. A. Řada jazykovědná, 1. ročník, č. A1, 1952, str. 166–168.
- „K moravsko-slovenské toponymii” („Despre toponimia moravo-slovacă”), Sborník prací Filozofické Fakulty brněnské univerzity. A. Řada jazykovědná, 5. ročník, č. A4, 1956, str. 59–65.
- „Une trace celtique dans la toponymie de l'Europe centrale” („O urmă celtică în toponimia Europei Centrale”), Sborník prací Filozofické Fakulty brněnské univerzity. E. Řada archeologicko-klasická, 6. ročník, č. E2, 1957, str. 129–134.
- „Homo ille – ille homo (K postposici určitého členu v rumunštinĕ)” („Homo ille – ille homo (Despre postpunerea articolului hotărât în română)”), Časopis pro moderní filologii, Praha, 40. ročník, 1958, str. 41–48.
- „Origine slave du verbe roumain a chiti” („Originea slavă a verbului românesc a chiti”), Sborník prací Filozofické Fakulty brněnské univerzity. A. Řada jazykovědná, 8. ročník, č. A6, 1958, str. 107–110.
- „O pobytu Jana Nerudy v Bukurešti: (k stému výročí sjednocení rumunských knížetství)” („Despre șederea lui Jan Neruda la București: (la centenarul Unirii Principatelor Române)”), Sborník prací Filozofické fakulty brněnské univerzity. D. Řada literárněvědná, 8. ročník, č. D6, 1959, str. 29–42.
- „Étude sur la position de l'épithète en roumain” („Studiu asupra poziției epitetului în limba română”), Sborník prací Filozofické Fakulty brněnské univerzity. A. Řada jazykovědná, 9. ročník, č. A8, 1960, str. 94–110.
- „Nicolae Filimon v Praze” („Nicolae Filimon la Praga”), Sborník prací Filozofické fakulty brněnské univerzity. D. Řada literárněvědná, 9. ročník, č. D7, 1960, str. 226–231.
- „Ralea, M.; Botez, C.I. Istoria psihologiei”, Sborník prací Filozofické fakulty brněnské univerzity. B. Řada filozofická, 10. ročník, č. B8, 1961, str. 123–125.
- „Slama-Cazacu, Tatiana. Limbaj și context”, Sborník prací Filozofické fakulty brněnské univerzity. B. Řada filozofická, 10. ročník, č. B8, 1961, str. 125–127.
- „Významná rumunská publikace” („O importantă publicație românească”), Sborník prací Filozofické fakulty brněnské univerzity. D. Řada literárněvědná, 10. ročník, č. D8, 1961, str. 199–200.
- „Le sujet in déterminé dans les «souvenirs» de Creangă” („Subiectul nedeterminat în „amintirile” lui Creangă”), Sborník prací Filozofické Fakulty brněnské univerzity. A. Řada jazykovědná, 11. ročník, č. A10, 1962, str. 155–166.
- „Mihăescu, H. Limba latină în Provinciile Dunărene ale Imperiului Roman”, Sborník prací Filozofické fakulty brněnské univerzity. E. Řada archeologicko-klasická, 11. ročník, č. E7, 1962, str. 116–119.
- „Olteanu, Pandele. Limba povestirilor slave despre Vlad Țepeș”, Sborník prací Filozofické Fakulty brněnské univerzity. A. Řada jazykovědná, 12. ročník, č. A11, 1963, str. 196–197.
- „Une tautologie toponymique” („O tautologie toponimică”), Sborník prací Filozofické Fakulty brněnské univerzity. A. Řada jazykovědná, 13. ročník, č. A12, 1964, str. 43–46.
- „Problèmes de périodisation de la littérature roumaine” („Probleme de periodizare a literaturii române”), Sborník prací Filozofické fakulty brněnské univerzity. D. Řada literárněvědná, 13. řada, č. D11, 1964, str. 172–173.
- „Procopius din Caesarea. Războiul cu Goții. Traducere și introducere de H. Mihăescu”, Sborník prací Filozofické fakulty brněnské univerzity. E. Řada archeologicko-klasická, 13. řada, č. E9, 1964, str. 215–216.
- „Quelques traces de relations entre la Grande Moravie et la Romania danubienne” („Câteva urme ale relațiilor dintre Moravia Mare și România dunăreană”), Sborník prací Filozofické Fakulty brněnské univerzity. E. Řada archeologicko-klasická, 14. ročník, č. E10, 1965, str. 257–266.
- „Le pronom on en français et ses équivalents en roumain” („Pronumele on în franceză și echivalentele lui în română”), Études romanes de Brno, 1. ročník, č. 1, 1965, str. 171–188.
- „O některých slavismech v rumunštině” („Despre unele slavisme în limba română”), Sborník prací Filozofické Fakulty brněnské univerzity. A. Řada jazykovědná, 19. ročník, č. A18, 1970, str. 57–62.
- „Slavismy v rumunštině” („Cuvinte slave în limba română”), Studia Balkanica Bohemoslovaca: (příspěvky přednesené na I. celostátním balkanistickém symposiu v Brně 11.-12. prosince 1969), 1970, str. 268–273.
- „Bagoňová-Šidlová, M. Rumunsko-slovenský a slovensko-rumunský vreckový slovník” („Bagoňová-Šidlová, M. Dicționar de buzunar român-slovac și slovac-român”), Sborník prací Filozofické Fakulty brněnské univerzity. A. Řada jazykovědná, 20. ročník, č. A19, 1971, str. 264–265.
- „Remarques sur quelques noms propres dans la Chronique de Frédégaire” („Remarci asupra unor substantive proprii din cronica lui Frédégaire”), Classica atque mediaevalia Jaroslao Ludvíkovský octogenario oblata, 1975, str. 125–127.

### Překlady
- Ion Creangă, Vzpomínky z dĕtství (Amintiri din copilărie), Státni Nakladatelstvo Krásné Literatúry (SNKLHU), Praha, 1958, 133 s.[14][15] – překlad a předmluva[14]
- Const. C. Giurescu, „Útočiště husitů a jejich střediska v Moldavsku” („Refugiul husiților și centrele lor din Moldova”), Sborník prací Filozofické Fakulty brněnské univerzity. C. Řada historická, 10. ročník, č. C8, 1961, str. 105–120.
- Petre Ispirescu, Rumunské pohádky (Legende sau basmele românilor), Odeon, Praha, 1975, 295 s.[12][16] – předmluva od Oldřicha Sirovátka[12]
- Alexandru Jar, Hraniční kóta 203 (La borna 203), Naše vojsko, Praha, 1953, 184 s.[12][13] – doslov od Marie Kavkové[12]
- Zeno Vancea, „K Enescovu postavení v rumunské a světové hudbě” („Despre poziția lui Enescu în muzica românească și mondială”), Sborník prací Filozofické Fakulty brněnské univerzity. F. Řada uměnovědná, 14. ročník, č. F9, 1965, str. 347–351.